# 일레븐 맨 아웃
일레븐 맨 아웃(Strakarnir Okkar, Eleven Men Out)은 영국에서 제작된 로버트 I. 더글러스 감독의 2005년 영화이다. 비욘 흘리뉘르 하랄드손 등이 주연으로 출연하였다.

## 출연

### 주연
- 비욘 흘리뉘르 하랄드손
- 릴자 노트 도라린스도티르

## 제작진
- 공동제작: 마이크 도우니
- 공동제작: 샘 테일러
- 협력프로듀서: 조라나 피그고트